# Platyja rufiscripta
Platyja rufiscripta är en fjärilsart som beskrevs av Swinhoe 1904. Platyja rufiscripta ingår i släktet Platyja och familjen nattflyn. Inga underarter finns listade i Catalogue of Life.